# سیارک ۵۴۴۳
سیارک ۵۴۴۳ (به انگلیسی: 5443 Encrenaz، نامگذاری:1991NX1) پنج هزار و چهارصد و چهل و سومین سیارک کشف شده‌است که در ۱۴ ژوئیه ۱۹۹۱ کشف شد.
قدر مطلق سیارک برابر ۱۲٫۹۰ است.